# Коле Корвино
Коле Корвино (итал. Collecorvino) је насеље у Италији у округу Пескара, региону Абруцо.
Према процени из 2011. у насељу је живело 1887 становника. Насеље се налази на надморској висини од 226 м.

## Становништво
| 1931. | 1936. | 1951. | 1961. | 1971. | 1981. | 1991. | 2001. | 2011. |
| ----- | ----- | ----- | ----- | ----- | ----- | ----- | ----- | ----- |
| 4.069 | 4.354 | 4.687 | 4.386 | 4.045 | 4.326 | 4.823 | 5.399 | 5.908 |